# Ворошило, Александр Степанович
Алекса́ндр Степа́нович Вороши́ло (род. 1944) — советский и российский оперный певец (баритон), актёр, педагог; предприниматель и администратор. Член КПСС с 1966 года. Солист (1975—1991) и исполнительный директор (2000—2002) Большого театра.
Народный артист РСФСР (1982). Лауреат Государственной премии РСФСР им. Глинки (1981) и премии Ленинского комсомола (1978).

## Биография
Александр Степанович Ворошило родился 15 декабря 1944 года в Днепропетровске.
Отец — Степан Семенович Ворошило (1912–1987), работал на одном из заводов Днепропетровска. Александр был пятым ребенком в семье. Сразу после его рождения мать Евдокия Афанасьевна (1915–1986) на год попала в больницу, за ним ухаживали сестры.
Никакого особенного внимания на свою музыкальность Саша не обращал, надо было выучиться ремеслу и пойти работать, пополнять небогатый семейный бюджет. Хотя ему здорово помогало умение играть на аккордеоне и на баяне. Обучился он этому сам. Симпатичного паренька охотно звали на свадьбы и гулянья, а там кормили. Ворошило решил стать токарем, пошел на завод, вскоре получил повестку в армию. Служил в Подмосковье, в армии вступил в партию.
Окончил ОНМА имени А. В. Неждановой в 1974 году. В 1973 году, ещё на 4-м курсе, он был зачислен солистом в Одесский оперный театр, где исполнял партии Ротного в «Евгении Онегине», Елецкого в «Пиковой даме» П. И. Чайковского, Эскамильо и Моралеса в «Кармен» Ж. Бизе, Шарплеса в «Чио-Чио-Сан».
В 1975 году, пройдя конкурс, зачислен без стажировки в труппу Большого театра. По некоторым данным, прошёл конкурс единственным из 138 претендентов. Дебютировал в Большом в опере «Иоланта» П. И. Чайковского.
В репертуар А. Ворошило вошли ведущие лирические и драматические баритональные партии классической и современной русской и западноевропейской оперы. Среди них — Елецкий и Томский в «Пиковой даме», Онегин в «Евгении Онегине» и Роберт в «Иоланте», Венецианский гость в «Садко» Н. А. Римского-Корсакова, Андрей Щелкалов в «Борисе Годунове» М. П. Мусоргского, ди Поза в «Доне Карлосе», Ренато в «Бале-маскараде» и Яго в «Отелло» Дж. Верди, Сильвио и Пролог в «Паяцах» Р. Леонкавалло, Эскамильо в «Кармен» Ж. Бизе, Скарпиа в «Тоске» Дж. Пуччини, Наполеон в «Войне и мире» и Фердинанд в «Обручении в монастыре», Алексей в «Повести о настоящем человеке» С. С. Прокофьева.
Большой успех принесло певцу исполнение партии Чичикова в опере «Мёртвые души» Р. К. Щедрина (1977).
Как и многие знаменитые баритоны — Муслим Магомаев, Юрий Гуляев и другие — Ворошило пел не только оперные партии. Он был желанным гостем на всех правительственных концертах.
В 1979 году с песней «Чета белеющих берёз» выступил на ежегодном фестивале «Песня-79».
В 1986 году с песней «Радость на свете жить» выступил на ежегодном фестивале «Песня-86».
В 1991 году, по другим данным, в 1992 году, Ворошило из-за болезни связок уходит со сцены.
С 1992 по 2000 год занимается предпринимательской деятельностью, возглавляет ООО «АДВА», специализирующееся на переработке мяса, производстве колбасных изделий.
В дальнейшем занимается административной деятельностью. Со 2 сентября 2000 года по март 2002 года занимает пост исполнительного директора ГАБТ России. С сентября 2002 по июнь 2003 года Ворошило — генеральный директор строящегося Московского международного дома музыки на Красных Холмах. С 2004 года возглавляет строительство многофункционального концертного зала в Барвихе.
С 2003 года Александр Ворошило ведёт класс сольного пения в МГК имени П. И. Чайковского.
Снимался в кино в фильмах В. В. Меньшова «Ширли-мырли» («Кузя, Шниперсонов поклонник») и «Зависть богов» (полковник КГБ).
Занимается благотворительной деятельностью, особенно помогает молодым музыкантам: вокалистам, музыкальным критикам.
В 2010 году известная радиоведущая Диана Берлин пригласила Александра Ворошило в свою программу «Мастера». Во время беседы она рассказала гостю, что недавно у неё был Дмитрий Хворостовский и что он является большим поклонником Ворошило. Александру Степановичу было очень приятно услышать эти слова, и он подчеркнул, что именно Дмитрий сейчас – «на линии огня», то есть он своим талантом защищает традиции российской оперы.
Последние годы Ворошило тесно связан с Концертным залом, который для краткости называют «Барвиха». Именно там дал один из последних в жизни концертов Дмитрий Хворостовский. Два замечательных баритона всегда высоко ценили друг друга.
В 2016 году Александр Ворошило был героем программы «Рождённые в СССР» с Владимиром Глазуновым на телеканале Ностальгия.

## Личная жизнь
- Жена — Ворошило Светлана Васильевна (1950 г. рожд.), они вместе с музыкального училища. Как говорил Александр Ворошило, у него долгий и счастливый брак.
- Дочь — Жулева (Ворошило) Ольга Александровна (1974 г. рожд.), окончила МГИМО, работает в модном бизнесе.
- Имеет внука и внучку.

## Дискография
- 1977 — «Кармен» Ж. Бизе, дирижёр Ю. И. Симонов — Моралес
- 1982 — «Мертвые души» Р. К. Щедрина, дирижёр Ю. Х. Темирканов — Чичиков
- 1984 — «Пиковая дама» П. И. Чайковского, дирижёр А. М. Жюрайтис —Томский
- 1985 — «Борис Годунов» М. П. Мусоргского, дирижёр М. Ф. Эрмлер —Андрей Щелкалов

### Роли в кино
- 1982 — «Свидание назначила Татьяна Шмыга» (фильм-спектакль)
- 1995 — Козьма, «Ширли-мырли» (режиссёр Владимир Меньшов)
- 2000 — Владислав Андреевич Крапивин, «Зависть богов» (режиссёр Владимир Меньшов)
- 2006 — депутат Пётр Владимирович Володин, «Сыщики-5»
- 2014 — докладчик, «Полный вперёд!» (режиссёр Алла Сурикова)

## Театральные работы

### Одесский театр оперы и балета
Ротный («Евгений Онегин»)
Елецкий («Пиковая дама» П. И. Чайковского)
Эскамильо и Моралес («Кармен» Ж. Бизе)
Шарплес («Чио-Чио-Сан» Дж. Пуччини)

### Большой театр
Елецкий и Томский в «Пиковой даме» П. И. Чайковского
Онегин в «Евгении Онегине» П. И. Чайковского
Роберт в «Иоланте» П. И. Чайковского
Веденецкий гость в «Садко» Н. А. Римского-Корсакова
Андрей Щелкалов в «Борисе Годунове» М. П. Мусоргского
Ди Поза в «Доне Карлосе» Дж. Верди
Ренато в «Бале-маскараде» Дж. Верди
Яго в «Отелло» Дж. Верди
Сильвио и Пролог в «Паяцах» Р. Леонкавалло
Эскамильо в «Кармен» Ж. Бизе
Скарпиа в «Тоске» Дж. Пуччини
Наполеон в «Войне и мире» С. С. Прокофьева
Фердинанд в «Обручении в монастыре» С. С. Прокофьева
Алексей в «Повести о настоящем человеке» С. С. Прокофьева
Чичиков в опере «Мертвые души» Р. К. Щедрина (1977)

## Награды и звания
- 2-я премия IV Всесоюзного конкурса вокалистов имени М. Глинки (1973)
- 3-я премия Международного конкурса вокалистов в Барселоне (1975)
- премия Ленинского комсомола (1978) — за высокое исполнительское мастерство
- Заслуженный артист РСФСР (6.09.1978)
- Государственная премия РСФСР имени М. И. Глинки (1981) — за исполнение ведущих партий в операх советских композиторов, русского и зарубежного классического репертуара, а также концертные программы (1978—1980)
- Народный артист РСФСР (7.05.1982)
- Орден Дружбы (2017)[4]
- Почётный гражданин Подмосковья